# Isthmus Bay, Newfoundland
Isthmus Bay är en vik i Kanada.   Den ligger i provinsen Newfoundland och Labrador, i den östra delen av landet, 1 300 km öster om huvudstaden Ottawa.
I omgivningarna runt Isthmus Bay växer i huvudsak blandskog. Runt Isthmus Bay är det ganska tätbefolkat, med 80 invånare per kvadratkilometer.